# Kriptograf
Kriptograf je znanstvenik, ki deluje na področju kriptografije. Po navadi delujejo v sklopu državnih vojaških, policijskih in obveščevalnih ustanov.
Večina kriptografov je matematikov.